# Adenoncos vesiculosa
Adenoncos vesiculosa är en orkidéart som beskrevs av Cedric Errol Carr. Adenoncos vesiculosa ingår i släktet Adenoncos och familjen orkidéer. Inga underarter finns listade i Catalogue of Life.